# Isostenosmylus fasciatus
Isostenosmylus fasciatus is een insect uit de familie watergaasvliegen (Osmylidae), die tot de orde netvleugeligen (Neuroptera) behoort. 
Isostenosmylus fasciatus is voor het eerst wetenschappelijk beschreven door Kimmins in 1940. De soort komt voor in Bolivia en Peru.